# Onciale 0188
- Papyrus
- Onciale
- Minuscules
- Lectionnaire

Le Codex 0188, portant le numéro de référence 0188 (Gregory-Aland), est un manuscrit du Nouveau Testament sur parchemin écrit en écriture grecque onciale.

## Description
Le codex se compose d'une folio. Il est écrit en deux colonnes, de 21 lignes par colonne. Les dimensions du manuscrit sont 13 x 11 cm. Les paléographes datent ce manuscrit du IVe siècle,.
C'est un manuscrit contenant le texte incomplet de la Évangile selon Marc (11,11-17). 
Le texte du codex représenté est de type mixte. Kurt Aland le classe en Catégorie III. 
Le manuscrit a été examiné par A. H. Salonius.
Lieu de conservation
Il est actuellement conservé à la Musées nationaux de Berlin (P. 13416) de Berlin.